# ميست
ميست (بالإنجليزية: Myst) هي لعبة فيديو مغامرات تعتمد على الألغاز، صدرت في سنة 1993 على ماكنتوش ثم صدرت لاحقا لأنظمة أخرى. تم تصميمها وإخراجها من قبل الأخوين روبين ميلر وراند ميلر. تم تطويرها بواسطة شركة ساين وورلدز.

## موجز
تضع اللعبة اللاعب في دور الغريب الذي يستخدم كتابا خاصا للسفر إلى جزيرة ميست. هناك يستخدم اللاعب كتب خاصة أخرى كتبها حرفي ومستكشف اسمه «أتروس» للسفر إلى عوالم عدة معروفة باسم «العصور». توجد أدلة في كل من هذه العصور تساعد على الكشف عن قصص شخصيات اللعبة. اللعبة لديها العديد من النهايات، وهذا يتوقف على مسار الاختيارات التي يتخذها اللاعب.

## وصلات خارجية
- الموقع الرسمي
- ميست على موبي غيمز
- ميست على موقع IMDb (الإنجليزية)